# Mesochorus fuscicornis
Mesochorus fuscicornis är en stekelart som beskrevs av Carl Gustav Alexander Brischke 1880. Mesochorus fuscicornis ingår i släktet Mesochorus och familjen brokparasitsteklar. Inga underarter finns listade i Catalogue of Life.